# Du lilla barn
Du lilla barn (engelska: Little one, born to bring us such love) är en nyzeeländsk psalm skriven 1996 av författaren Shirley Erena Murray. Psalmen skrevs som begravningspsalm för barn. 1997 översattes texten till svenska med titeln Du lilla barn av Per Harling, som även skrev en ny melodi till psalmen. Textens andra vers är baserad på Psaltaren 102:1-3 och tredje versen på Matteusevangeliet 28:20 och Markusevangeliet 10:13-14.

## Publicerad i
- Verbums psalmbokstillägg 2003 som nummer 796 under rubriken "Livets gåva och gräns".[2]